# مذبحة كونيوخي

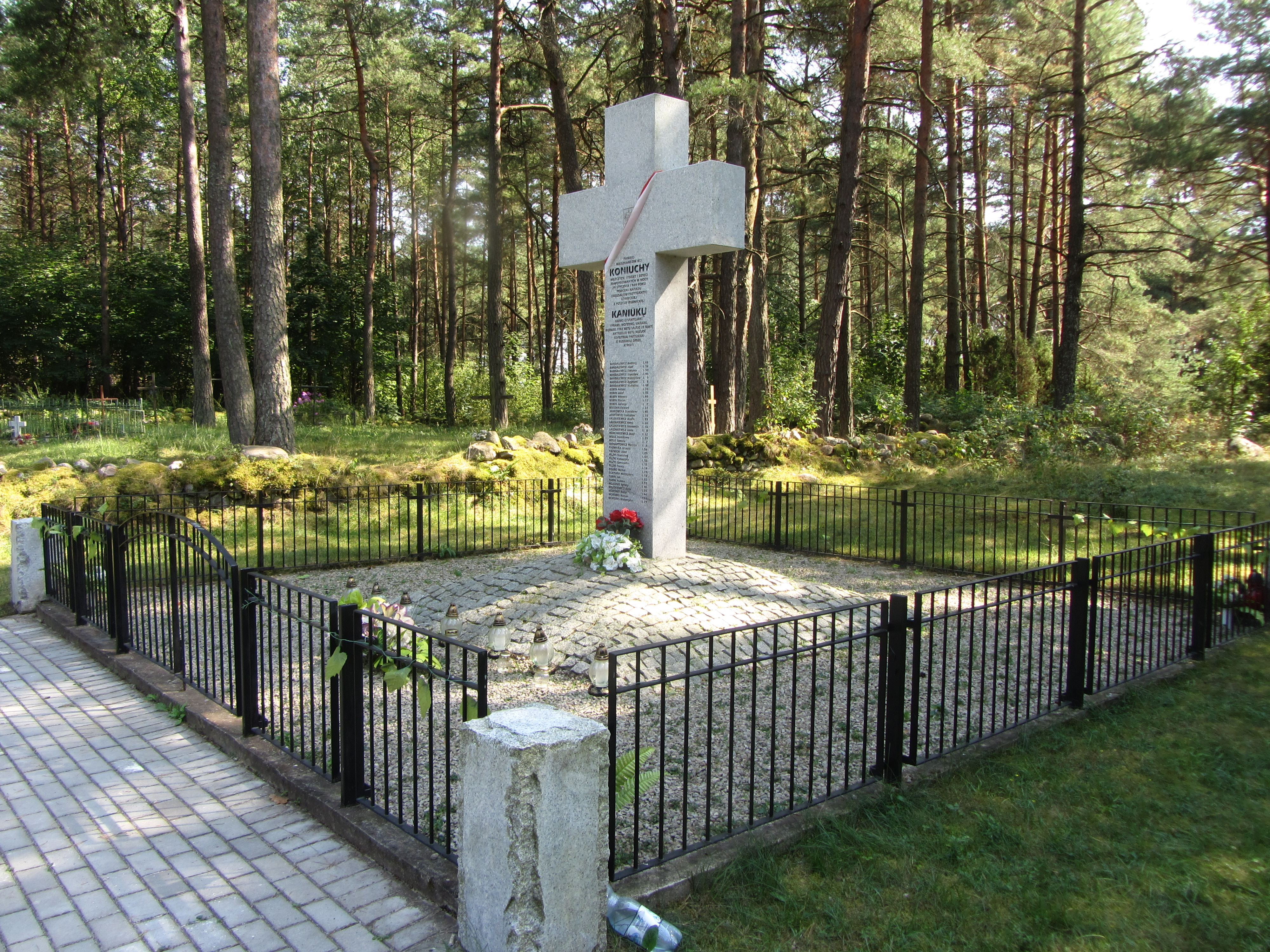

مذبحة كونيوخي (بالليتوانية: Kaniūkai) كانت مذبحة في الحرب العالمية الثانية ضد المدنيين، معظمهم من النساء والأطفال، نفذت في قرية كونيوخي (الآن Kaniūkai في ليتوانيا) في 29 يناير 1944 من قبل وحدة من البارتيزان السوفيت مع مجموعة من البارتيزان اليهود تحت القيادة السوفيتية. قُتل ما لا يقل عن 38 مدنياً جرى التعرف عليهم بالاسم، وأصيب أكثر من عشرة. بالإضافة إلى ذلك، أُحرقت المنازل وذُبحت الماشية. كانت أكبر الفظائع التي ارتكبها البارتيزان السوفيت في ليتوانيا الحالية.
مصادر المذبحة نادرة ومجزأة ومتحيزة تعوق التقييم الموضوعي للأحداث. قبل المجزرة، للدفاع من غارات البارتيزان السوفيت، شكلت القرية قوة مسلحة للدفاع عن النفس بتشجيع ودعم من الشرطة المساعدة الليتوانية التي ترعاها ألمانيا. تُعد قوة ودور قوة الدفاع عن النفس هذه أمرًا جدليًا. وفقًا للمصادر السوفيتية واليهودية، كانت القوة كبيرة ومسلحة جيدًا وكانت عائقاً كبيراً لنشاط البارتيزان في المنطقة المجاورة. وفقًا للمصادر الليتوانية والبولندية، كانت القوة من 25-30 رجلًا مسلحين ببنادق قليلة.
حُقق في الأحداث من قبل السلطات في بولندا (2001) وليتوانيا (2004). فتحت ليتوانيا تحقيقاً سابقًا للمحاكمة ضد البارتيزان اليهودي السابق إسحاق أراد وسعت إلى استجواب قدامى المحاربين اليهود الآخرين، قوبل الإجراء بالاحتجاجات وباتهامات بالنفاق وبمعاداة السامية. أغلقت ليتوانيا التحقيق في عام 2008، أغلقت بولندا تحقيقاتها في 2018. لا تزال المذبحة مثيرة للجدل ومشحونة سياسيًا. انتُقد قسم من التغطية لهذا الحدث بسبب المبالغة في دور البارتيزان اليهود في هذه الغارة، وانتُقد آخرون لمحاولتهم التقليل من المجزرة أو تبريرها.

## خلفية تاريخية
كونيوخي، المعروفة الآن باسم كانيوكاي (بالليتوانية: Kaniūkai)، هي قرية تقع في ليتوانيا بالقرب من الحدود بين بيلاروس وليتوانيا. قبل الحرب العالمية الثانية، كانت تنتمي إلى الجمهورية البولندية الثانية، وبعد الغزو السوفيتي لبولندا في سبتمبر 1939، نُقلت إلى ليتوانيا وفقًا لمعاهدة المساعدة المتبادلة السوفيتية الليتوانية. احتُلت ليتوانيا من قبل الاتحاد السوفيتي في يونيو 1940 ومن قبل ألمانيا النازية في يونيو 1941. وفقًا للتعداد السكاني الذي أُجري في أغسطس 1942 في مقاطعة ليتوانيا العامة (بالألمانية: Generalbezirk Litauen)، كان في القرية 374 شخصًا، صرح 41 منهم بأنهم ليتوانيو الجنسية، و17 منهم صرحوا بأنهم بولنديون، والبقية اختاروا بصورة غامضة التصريح بأنهم «من ليتوانيا». يختلف المؤلفون البولنديون والليتوانيون بشأن ما إذا كان يجب اعتبار القرية والضحايا بولنديين أو ليتوانيين. في بعض الأحيان يُوصف الضحايا بأنهم بيلاروسيين.
أصبح البارتيزان السوفيت أكثر نشاطًا في المنطقة في عام 1943. تقع كونيوخي على حافة غابة رودنيكي (أصبحت تُعرف الآن بغابة رودينينكاي)، حيث أقامت جماعات البارتيزان، السوفيتية واليهودية، قواعد هاجموا منها القوات الألمانية. كان البارتيزان السوفيت المحليون تحت قيادة جينريكاس زيماناس، وكانوا تابعين للقطاع الليتواني من المقر المركزي لحركة البارتيزان في موسكو برئاسة أنتاناس سنيكوس. اعتبارًا من خريف عام 1943، قطع الاتحاد السوفيتي البارتيزان السوفيت من الإمدادات. وفقًا لتوجيهات موسكو، سُمح لهم بمصادرة البضائع المادية من خصومهم وإعدامهم. على عكس البارتيزان البولنديين من جيش الوطن (بالبولندية: Armia Krajowa)، لم يتمتع هؤلاء البارتيزان بدعم محلي واسع النطاق ولم يتمكنوا من الاعتماد على مساهمات غذائية طوعية من المزارعين المحليين. لذلك، داهم البارتيزان السوفيت بانتظام القرى المجاورة لسرقة السكان المحليين من مخزون المواد الغذائية والماشية والملابس. أدت هذه الغارة إلى اشتباكات بين المزارعين والبارتيزان. وردًا على ذلك، نشرت الإدارة الألمانية كتائب الشرطة المساعدة الليتوانية في المنطقة ووفرت الأسلحة لوحدات الدفاع عن النفس التي نظمها القرويون. وأدى ذلك إلى زيادة الأعمال العدائية بين الأطراف الثلاثة البارتيزان السوفيت والبارتيزان البولنديين والشرطة الليتوانية، مع وقوع السكان المحليين في الوسط وتعرضهم لخطر عمليات الإعدام التعسفية من قبل أي من الأطراف إذا اشتُبه في مساعدته للجانب «الخطأ».

## الأحداث في كونيوخي

### دفاع أهالي القرية عن أنفسهم
مع اشتداد المداهمة في صيف عام 1943، نظم رجال كونيوخي مناوبة حراسة ليلية غير مسلحة. في أوائل خريف عام 1943، زار القرية أربعة من رجال الشرطة الليتوانيين ووافق الرجال على تنظيم مجموعة مسلحة للدفاع عن النفس. وفقًا لشهادة لاحقة من قبل قادتها، نمت المجموعة من 5 أو 6 أعضاء مبدئيًا إلى 25-30 رجلًا. لا توجد بيانات موثوقة عن أسلحة المجموعة. زعمت مصادر سوفيتية، تحاول تبرير المجزرة، أن القرية كان لديها ثلاث رشاشات وبنادق آلية. زعم أحد قادة وحدة الدفاع عن النفس في القرية، فلاديسلافاس فورونيس، في محاكمته بعد الحرب من قبل المفوضية الشعبية للشؤون الداخلية (إن كي في دي)، محاولًا التقليل من أنشطته المناهضة للسوفيت، أن المجموعة كان لديها ثماني بنادق فقط وعشر بنادق صيد بماسورة قصيرة. قيم ريمانتاس زيزاس كلا الادعاءين على أنهما غير محتملين وادعى أنه على الأقل بعض الأسلحة يجب أن تكون قد قُدمت من قبل رجال الشرطة الليتوانيين من كتيبة الشرطة 253 التي كان لها موقع عسكري في ناهوسيوس راكليسكسس (بالليتوانية: Naujosios Rakliškės). وبالمثل، لا يوجد اتفاق على تحصينات القرية. تزعم مذكرات البارتيزان اليهود أن القرية كانت محصنة بالخنادق وأبراج المراقبة وحتى كانت لديها فرقة ألمانية. دُحضت هذه الادعاءات من قبل المؤلفين البولنديين والليتوانيين.
كانت هناك عدة حوادث بين البارتيزان ورجال كونيوخي. في أكتوبر 1943، أخذت مجموعة مؤلفة من ستة من البارتيزان السوفيت المسلحين ثلاث عربات محملة بالطعام والملابس وغيرها من المواد. أوقف القرويون البارتيزان على جسر فوق شالشا واستعادوا الممتلكات. هناك بعض الأدلة على مقتل اثنين من البارتيزان في الحادث. في يناير 1944، قُتل أحد البارتيزان السوفيت في ديتسوزيوس سيلوس (بالليتوانية: Didžiosios Sėlos) في عملية قامت بها الشرطة المساعدة الليتوانية تضمنت بضعة رجال من كونيوخي. زعمت مصادر سوفيتية أن البارتيزان أُلقي القبض عليه ونُقل إلى كونيوخي وعُذب وأُعدم فيما بعد. وبالمثل، تورط مصادر سوفيتية رجالًا من كونيوخي في الهجمات على البارتيزان السوفيت في فيسينزيا (باللتوانية: Visinčia) وكاليتونيس (بالليتوانية: Kalitonys). تظهر شهادات السكان المحليين بعد الحرب أن البارتيزان أرسلوا رسالتين أو ثلاث رسائل مفتوحة إلى سكان كونيوخي يحثونهم على تسليم أسلحتهم ووقف الأنشطة المناهضة للبارتيزان، ويتعهدون بالانتقام إذا رفضوا.
لُخصت وجهة نظر البارتيزان للقرية في مقابلة في نوفمبر 2008 لسارة جينيتو، بارتيزان يهودية سابقة وأستاذة في جامعة يورك، التي ذكرت أن القرية لديها «سجل معاداة للبارتيزان» وأن «القرويين لم يكونوا مدنيين غير مسلحين، بل متعاونين ومقاتلين ضد البارتيزان السوفيت». رُفض التعاون من قبل القرويين الذين زعموا أن عددًا قليلًا من الرجال في القرية كانوا مسلحين ببنادق للحماية الذاتية.